# Nasavrky (Chrudimi járás)
Nasavrky település Csehországban, a Chrudimi járásban. Nasavrky Svídnice, Ctětín, České Lhotice, Miřetice, Lukavice, Trhová Kamenice, Žumberk, Hodonín és Licibořice településekkel határos. Lakosainak száma 1705 fő (2024. január 1.).

## Népesség
A település lakosságának változását az alábbi diagram mutatja:
| Lakosok száma | 1754 | 1798 | 1825 | 1616 | 1445 | 1449 | 1666 | 1679 | 1674 | 1705 |
|               | 1869 | 1890 | 1921 | 1950 | 1980 | 2001 | 2017 | 2019 | 2022 | 2024 |